# العلاقات الأفغانية الأرجنتينية
العلاقات الأفغانية الأرجنتينية هي العلاقات الثنائية التي تجمع بين أفغانستان والأرجنتين.

## مقارنة بين البلدين
هذه مقارنة عامة ومرجعية للدولتين:
| وجه المقارنة                                              | أفغانستان                    | الأرجنتين                                               |
| --------------------------------------------------------- | ---------------------------- | ------------------------------------------------------- |
| المساحة (كم2)                                             | 652.23 ألف                   | 2.78 مليون                                              |
| عدد السكان (نسمة)                                         | 34.94 مليون                  | 44.27 مليون                                             |
| الكثافة السكانية (ن./كم²)                                 | 53.57                        | 15.92                                                   |
| العاصمة                                                   | كابل                         | بوينس آيرس                                              |
| اللغة الرسمية                                             | اللغة البشتوية، اللغة الدرية | اللغة الإسبانية                                         |
| العملة                                                    | أفغاني                       | البيزو الأرجنتيني 1983 ‏، بيزو أرجنتيني، أسترال أرجنتيني |
| الناتج المحلي الإجمالي (بليون دولار)                      | 20.82 مليار                  | 637.59 مليار                                            |
| الناتج المحلي الإجمالي (تعادل القوة الشرائية) بليون دولار | 62.62 مليار                  | 883.02 مليار                                            |
| الناتج المحلي الإجمالي الاسمي للفرد دولار أمريكي          | 594                          | 13.43 ألف                                               |
| الناتج المحلي الإجمالي للفرد دولار أمريكي                 | 1.93 ألف                     |                                                         |
| مؤشر التنمية البشرية                                      | 0.479                        | 0.827                                                   |
| رمز المكالمات الدولي                                      | +93                          | +54                                                     |
| رمز الإنترنت                                              | .af                          | .ar                                                     |
| المنطقة الزمنية                                           | ت ع م+04:30                  | 00                                                      |

## منظمات دولية مشتركة
يشترك البلدان في عضوية مجموعة من المنظمات الدولية، منها:
| علم المنظمة | اسم المنظمة                               | تاريخ انضمام أفغانستان | تاريخ انضمام الأرجنتين |
| ----------- | ----------------------------------------- | ---------------------- | ---------------------- |
|             | مؤسسة التنمية الدولية                     | 2 فبراير 1961          | 3 أغسطس 1962           |
|             | مؤسسة التمويل الدولية                     | 23 سبتمبر 1957         | 13 أكتوبر 1959         |
|             | منظمة حظر الأسلحة الكيميائية              | ?                      | ?                      |
|             | الأمم المتحدة                             | 19 نوفمبر 1946         | 24 أكتوبر 1945         |
|             | الاتحاد الدولي للاتصالات                  | 12 أبريل 1928          | 1889                   |
|             | منظمة الشرطة الجنائية الدولية             | ?                      | ?                      |
|             | البنك الدولي للإنشاء والتعمير             | 14 يوليو 1995          | 20 سبتمبر 1956         |
|             | الاتحاد البريدي العالمي                   | ?                      | ?                      |
|             | المركز الدولي لتسوية المنازعات الاستشارية | 25 يوليو 1968          | 18 نوفمبر 1994         |
|             | وكالة ضمان الاستثمار متعدد الأطراف        | 16 يونيو 2003          | 11 فبراير 1992         |
|             | يونسكو                                    | 4 مايو 1948            | 15 سبتمبر 1948         |

## أعلام
هذه قائمة لبعض الشخصيات التي تربطها علاقات بالبلدين:
- اكليل أحمد حكيمي (دبلوماسي أفغاني، 1968 – )
- سيد طيب جواد (1958 – )

## وصلات خارجية
- موقع وزارة الخارجية الأفغانية
- موقع وزارة الخارجية الأرجنتينية